# Jacques d'Armagnac
Jacques d'Armagnac, né en 1433, mort exécuté à Paris le 4 août 1477, fut comte de Pardiac et vicomte de Carlat, de 1462 à 1477, comte de la Marche et duc de Nemours de 1464 à 1477.

## Biographie
Il était fils de Bernard d'Armagnac, comte de Pardiac et vicomte de Carlat, et d'Éléonore de Bourbon-La Marche, comtesse de la Marche et duchesse de Nemours.
 (février 2013).
Il fut dans sa jeunesse comblé de bienfaits par Louis XI, qui lui fit épouser une de ses cousines, l'investit du duché de Nemours et lui confia des commandements importants. Loin de se montrer reconnaissant, Jacques d'Armagnac se rangea parmi les ennemis du roi, et accéda à la Ligue du Bien public. Il obtint deux fois son pardon.
Mais, tandis qu'il résidait à Carlat, ayant à nouveau comploté contre le roi Louis XI, celui-ci envoie une armée contre lui et lui fait des offres de pactiser. Si bien que le 17 janvier 1469 il fut conclu à Saint-Flour, entre lui et le comte de Dammartin Antoine de Chabannes, stipulant au nom du roi, un traité par lequel Jacques renouvelait ses assurances de fidélité, consentait, en cas de récidive, à ce que ses terres fussent confisquées, ses privilèges de pair de France abolis et à être jugé par tels juges qu'il plairait au roi de choisir.
Il fut en outre convenu qu'il serait mis des garnisons royales dans les châteaux forts de Lombès, diocèse d'Albi ; de Murat, en Auvergne ; Crozant, dans le comté de la Marche, et Montaigut, en Combrailles ; et, de plus, que tous les vassaux nobles du vicomte prêteraient serment au roi, ce qui fut accompli à Carladès, au mois d'avril 1470, entre les mains de Draguinet de Lastic, chambellan du roi, délégué à cet effet.
Ayant pu constater que tous ses vassaux restaient fidèles à la couronne et qu'aucun ne suivait le duc de Nemours dans ses trahisons, le roi le fait assiéger dans Carlat, saisir et amener au château de Pierre Encise puis à la Bastille, où il le fait enfermer dans une « fillette ».
Le duc de Nemours fut interrogé à la Bastille, dans sa cage de fer, il y subit la question et y reçut son arrêt. On le confessa ensuite, selon l'usage reçu pour les princes condamnés, dans une salle tendue de noir et il obtint pour toute grâce d'être enterré en habit de cordelier. Condamné par le parlement de Paris pour "factions, conspirations, machinations, grands et énormes crimes, délits et maléfices par lui commis et perpétrés contre le roi et monseigneur le dauphin son fils", selon les termes de la sentence, il est mis à mort le 4 août 1477, âgé de 44 ans. L'échafaud fut dressé dans la Halle, à l'emplacement du pilori des Halles.

## Mariage et descendance
Il a épousé à Poitiers le 12 juin 1462 Louise d'Anjou (° 1445 † 1477) dame de Nogent et de Sablé, fille de Charles IV d'Anjou, comte du Maine et de Guise et d'Isabelle de Luxembourg-Saint-Pol.
Ils ont eu (postérité éteinte en 1504) :
- Jacques d'Armagnac († 1477),
- Jean d'Armagnac († 1500), duc de Nemours et comte de Pardiac,
- Louis d'Armagnac († 1503), duc de Nemours et comte de Guise,
- Marguerite d'Armagnac († 1503), comtesse de Guise, mariée à Pierre de Rohan-Gié († 1513), seigneur de Gié,
- Catherine († 1487), mariée en 1484 avec Jean II (° 1426 † 1488), duc de Bourbon
- Charlotte d'Armagnac († 1504), comtesse de Guise, mariée à Charles de Rohan-Gié († 1528), seigneur de Gié, fils de son beau-frère Pierre de Rohan-Gié et de sa première femme Françoise de Penhoet.

### Sources primaires

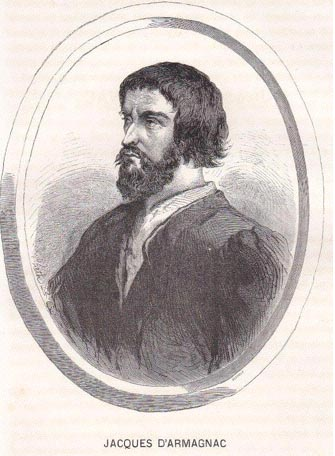
Jacques d'Armagnac, vue d'artiste du XIXe siècle.

- Joël Blanchard (éd.), Procès de Jacques d'Armagnac (1477) : édition critique du ms. 2000 de la Bibliothèque Sainte-Geneviève, Genève, Droz, coll. « Travaux d'humanisme et de Renaissance » (no 600), 2012, VII-CXXV et 967 (ISBN 978-2-600-01695-7, présentation en ligne).